# Il Rovescio della Medaglia (gruppo musicale)
Il Rovescio della Medaglia, anche noto come Il Rovescio, è un gruppo musicale italiano di genere rock progressivo fondato a Roma nel 1970. Spesso abbreviato semplicemente con la sigla RDM, secondo la moda dell'epoca (vedi, tra gli altri PFM e BMS).

## Storia

### Anni settanta
Il primo nucleo della band si forma a Roma dal sodalizio di tre ex componenti del complesso beat I Lombrichi con il cantante Gianni Mereu, poi sostituito con Sandro Falbo proveniente da Le Rivelazioni e, infine, con il pescarese Pino Ballarini venuto a Roma per suonare con i Poema.
Avviso:  non è esattamente così. I Lombrichi erano quattro, ai quali si aggiunse il cantante Tony.
Originariamente fu costituito da Gino Campoli (batteria), Paolo Partis (chitarra basso), Maurizio (chitarra ritmica) e Leonardo Antonucci (chitarra solista). Il primo a lasciare fu Gino Campoli, che fu sostituito nientemeno che da Stefano D’Orazio prima dello scioglimento. Quindi solo Gino Campoli entrò nel “Rovescio”.
Nel 1971, il gruppo partecipa al Festival di Musica d'Avanguardia e di Nuove Tendenze di Viareggio, guadagnando un contratto con la RCA Italiana per la quale incide l'album d'esordio La Bibbia. La band mostra la sua dimensione soprattutto in concerto, per questo il disco è registrato in "presa diretta", ed è un rock duro con qualche accenno sinfonico suonato con buona tecnica anche se non particolarmente originale, ricalcando il suono dell'hard rock britannico. Ad esempio, la traccia Sodoma e Gomorra ripropone lo stile dei Deep Purple. In particolare spolvero è la sezione ritmica, con il basso di Urso in evidenza. I testi sono alquanto pretenziosi, trattandosi di episodi tratti dell'Antico Testamento, dal Nulla al Diluvio Universale, secondo la moda del concept album. La busta del disco contiene un originale libretto a forma di medaglia con i testi.
Dopo la pubblicazione il gruppo riprende un'intensa attività live partecipando anche ad alcuni festival, tra cui il Davoli Pop e quello organizzato da Re Nudo. Nel 1972 stesso anno viene pubblicato Io come io, un album con maggior tasso tecnico, anche se meno efficace del precedente. Il lavoro è ispirato alla filosofia hegeliana, e nella prima tiratura (7 000 copie) è contenuto un medaglione di metallo.
La band nel 1973 vede l'ingresso di Franco Di Sabatino alle tastiere, reduce da un'esperienza con il Paese dei Balocchi, il quale spinge il gruppo verso uno stile più ricercato con chiare influenze classiche. Con la formazione a cinque viene inciso l'album Contaminazione unanimemente ritenuto il miglior lavoro del complesso romano. Nella composizione e arrangiamento delle musiche viene coinvolto il compositore argentino Luis Bacalov, reduce dalle due esperienze di rock sinfonico con i New Trolls e gli Osanna, ed il risultato è uno dei migliori dischi di rock progressivo italiano. Il titolo allude chiaramente alla contaminazione tra strumentazione rock e orchestra sinfonica, con particolare riferimento alla musica di Bach, ed i testi sono incentrati sulla figura di un musicista scozzese del '700 ossessionato dal grande compositore di cui si crede il 21º figlio reincarnato. Il disco, molto curato tecnicamente, riscuote un buon riscontro di critica e di pubblico, al punto che ne verrà realizzata una versione in lingua inglese per il mercato estero (1975).
Oltre al discreto numero di dischi venduti, la popolarità del Rovescio era soprattutto determinata dal notevole successo di pubblico dei loro concerti, richiamato dal potente impianto audio e dall'avveniristica strumentazione. La band, come si legge tra le note di Contaminazione, poteva contare su un impianto di amplificazione quadrifonico Mack da oltre 6 000 watt manovrato dal tecnico del suono Spartaco Di Mattei; una potenza di cui, all'epoca, nessuna formazione italiana poteva disporre.
Nel dicembre del 1973 l'autotreno, contenente l'enorme e costoso impianto e tutta la pregiata strumentazione, posteggiato a Roma in via Trionfale, viene rubato costringendo il Rovescio a cancellare i concerti già in programma. Per sostenere economicamente il gruppo, nel gennaio successivo viene organizzata una serata al Piper a cui partecipano molti complessi italiani. Nel 1975 il complesso pubblica il 45 giri in lingua inglese Let's All Go Back / Anglosaxon Woman per la neonata casa discografica Frog, ma poco dopo entra in crisi: il cantante abbandona la formazione trasferendosi in Svizzera e per un certo periodo il gruppo effettua alcuni concerti eseguendo solo musica strumentale (da una di queste esibizioni verrà tratto un album postumo intitolato ...Giudizio Avrai pubblicato nel 1988 dall'etichetta Private) per poi ingaggiare momentaneamente il cantante Michele Zarrillo dei Semiramis; in seguito la band incide un disco sempre per la Frog, tuttora inedito.
Nel 1976, nonostante alcuni cambi di formazione (l'ingresso di Mark Harris e Tony Wolmsley provenienti dai Napoli Centrale) e di genere musicale, il complesso si scioglie al termine di una tournée.

### Il ritorno
In seguito, su iniziativa del chitarrista Enzo Vita, il gruppo si è riformato con nuovi componenti ed ha pubblicato due album negli anni novanta per poi tornare nell'ombra fino al 2011, anno in cui si è riproposto al pubblico con l'album Microstorie, sempre prodotto per iniziativa di Enzo Vita, con il contributo di musicisti Cristiano Micalizzi, Luca Trolli, Gianni Colajacomo, Pippo Matino, Sandro Deidda, Claudio Corvini, Giancarlo Ciminelli, Roberto Schiano, Marcello Sirignano, Prisca Amori, Adriana Ester Galo, Giuseppe Tortora, Daniele Pomo, Mimmo Sessa, Roberto Tiranti alla voce e Enrico Solazzo tastiere e co-arrangiatore. Supportato da Marco Mori per il management e Stefano Profeta.
Alla fine del 2012 il gruppo si riunisce sempre su iniziativa di Enzo Vita, con l'aiuto di Daniele (Danny) Pomo (batterista, già presente nel disco "Microstorie"). Oltre a Daniele Pomo, (batteria e voce) fanno parte della band altri musicisti di spicco della scena prog italiana del momento: Maurizio Meo al basso, Massimo Pomo alla chitarra e Riccardo Romano alle tastiere e alla voce (tutti provenienti dal gruppo RanestRane). Il Rovescio della Medaglia suonerà in Giappone nell'aprile del 2013, e sarà presente all'Italian Progressive Rock Festival di Tokyo. Per l'occasione presenterà, con l'ausilio dell'orchestra e per la prima volta dal vivo, l'intera opera Contaminazione.
Il 14 ottobre 2016 segna il ritorno a livello discografico di Enzo Vita ed il Rovescio della Medaglia, con un album dal titolo Tribal Domestic di puro progressive rock dalle tinte hard, pubblicato per Sony. Il nuovo lavoro vede la partecipazione in veste di cantante solista di Chris Catena, hard rocker che già vanta collaborazioni di caratura internazionale ed ha realizzato diversi album sia da solista con altre band quali Dr. U, Vitalij Kuprij etc. In Tribal Domestic Enzo Vita si avvale della prestazione di altri musicisti quali John Macaluso, Janne Stark, Vivien Lalu, Fernando Petry e Rino Amato, e in un brano ospita anche il cantante originale della band, Pino Ballarini. Come fu per Contaminazione, la suite di 15 minuti che dà il titolo all'album vede la partecipazione dell'Orchestra Filarmonica Calabrese diretta dall'americano Alexander Frey. Il singolo Famous di Kanye West con Rihanna, estratto da The Life of Pablo e uscito a febbraio 2016, contiene un campione di Mi sono svegliato e... ho chiuso gli occhi, una traccia contenuta in Contaminazione. Il singolo è stato certificato doppio platino negli Stati Uniti.
Nel dicembre del 2017 Enzo Vita decide di ristrutturare completamente l'organico, arruolando il bassista Andrea Castelli, il batterista Andrea Bruni, il chitarrista Pino Polistina e i tastieristi Nicola Costanti e Carmelo Junior Arena, i quali prestano anche la loro voce. Con questa formazione la band si prepara per un ritorno ai live in Italia e all'estero.
I successivi due anni vedono la band impegnata in vari festival unitamente all'attività di promozione, fra cui Verona Prog Festival, Trasimeno Prog e Blubar Festival. Nel settembre 2018, presso l'Abbazia cistercense di San Galgano nel senese e affiancati da un quartetto d'archi, eseguono interamente l'album Contaminazione. Il concerto di San Galgano darà vita a Contaminazione 2.0, un album registrato live che vede anche la partecipazione al flauto di Vittorio De Scalzi (New Trolls). Inizialmente previsto per la primavera 2020 ma poi rimandato a causa della pandemia di COVID-19 del 2019-2021, sarà disponibile a partire dal successivo novembre su etichetta Jolly Roger Records.
Nell'agosto 2020 subentrano nella band Davide Pepi alla chitarra e Marco Pisaneschi alla batteria e voce.
Con questi due innesti il Rovescio è entrato in studio nel febbraio 2021 per dare vita al remake dello storico debut album “LA BIBBIA 50th Anniversario” che uscirà a settembre sempre per Jolly Rogers Records.

### Formazione

#### Formazione attuale
- Enzo Vita (chitarra)
- Davide Pepi (chitarra)
- Andrea Castelli (basso)
- Nicola Costanti (tastiere e voce)
- Marco Pisaneschi (batteria e voce)

Formazione storica
- Pino Ballarini (voce, flauto)
- Enzo Vita (chitarra)
- Stefano Urso (basso)
- Franco Di Sabatino (tastiere) - dal 1973
- Gino Campoli (batteria)

## Discografia
Album in studio
- 1971 - La Bibbia (RCA, PSL 10521)
- 1972 - Io come io (RCA, PSL 10545)
- 1973 - Contaminazione (RCA, DPSL 10593)
- 1975 - Contamination  (RCA, TPL1-1049; versione inglese di Contaminazione)
- 1988 - ...Giudizio avrai, (live strumentale del 1975, autoprodotto)
- 1995 - Il ritorno, DB
- 1999 - Vitae, Vinyl Magic (registrato nel 1993)
- 2011 - Microstorie, Riserva Sonora - Carpe Diem Edizioni, Sony
- 2016 - Tribal Domestic, Cramps Records, Sony
- 2020 - “Contaminazione 2.0” , Jolly Rogers Records
- 2021 - “La Bibbia 50 anniversario”, Jolly Rogers Records

Singoli
- 1973 - La mia musica/La grande fuga (RCA, PM 3730)
- 1975 - Let's All Go Back/Anglosaxon Woman (Frog, FRS 3001)